# Parti modéré de l'Ontario
Le Parti modéré de l'Ontario est un parti politique centriste mineur de l'Ontario, au Canada, fondé en 2014,. Les objectifs  du parti sont l'amélioration de la fabrication et de l'industrie en Ontario, la réduction des impôts, la promotion d'une alimentation saine, la décriminalisation de la marijuana ainsi que la promotion des énergies renouvelables.
Le PMO a nommé deux candidats aux élections provinciales de 2014 ; le chef du parti, Yuri Duboisky qui s'est présenté dans la circonscription de Richmond Hill  ainsi que Ian Lytvyn qui s'est présenté dans la circonscription d'Etobicoke—Lakeshore. Aucun des deux candidats n’a remporté de siège à l’ Assemblée législative de l’Ontario et le parti a reçu environ 0,01 % du vote populaire. Lors des élections provinciales de 2018, le parti a présenté 16 candidats. Le parti n’a cependant remporté aucun siège et a reçu environ 0,04 % des voix à l’échelle de la province. En 2022, le parti a présenté 17 candidats et n’a remporté aucun siège lors de ces élections générales en Ontario. Le parti a gagné un total de voix égalant 1645.

## Résultats électoraux
| Élection | Nombre de candidats | Sièges  | Votes | %        |
| -------- | ------------------- | ------- | ----- | -------- |
| 2014     | 2                   | 0 / 107 | 295   | 0,01 %   |
| 2018     | 16                  | 0 / 124 | 2 191 | 0,04 %   |
| 2022     | 17                  | 0 / 124 | 1 645 | < 0,00 % |
| 2025     | 12                  | 0 / 124 | 2 181 | 0,04 %   |

## Référence
1. ↑  « Registered Political Parties in Ontario » [archive du 11 octobre 2007], Elections Ontario, 20 juillet 2015 (consulté le 11 août 2015)
2. 1 2  « Ontario voting options include Vegan Party and Paupers », CBC News,‎ 8 juin 2014 (lire en ligne, consulté le 11 août 2015)
3. ↑  « About Us », Ontario Moderate Party (consulté le 11 août 2015)
4. ↑  Jane Gerster, « Liberal incumbents win Oak Ridges-Markham and Richmond Hill », Toronto Star,‎ 12 juin 2014 (lire en ligne, consulté le 11 août 2015)
5. ↑  (en) Ontario, « Province-Wide Election Night Results » [archive du 8 juin 2018], www.elections.on.ca (consulté le 10 juin 2018)